# Tuskó Hopkins
Tuskó Hopkins Rejtő Jenő több könyvében felbukkanó szereplő (A három testőr Afrikában, Az elátkozott part). Tömzsi, de nem kövér, folyton csámpásan jár, orra apró és egészen vörös. Tuskó Hopkins Csülök és Senki Alfonz legjobb barátja. Híres furfangjáról és gyors megoldó képességéről. Legtöbbször barátai segítségével önfeláldozóan siet mások segítségére. Hazája, Franciaország becsületét is nem egyszer menti meg a regényekben. Soha sem állt be matróznak, könnyen szórta a pénzt, és nagy tisztelője volt a nőknek. Foglalkozására nézve mint magánzó járta a világot, amióta egy túlbuzgó főfelügyelő kiterjedt levelezést folytatott múltjáról illetően a szélrózsa minden hatóságával.